# Chvojnica (Prievidza)
Chvojnica (em húngaro: Nyitrafenyves) é um município da Eslováquia, situado no distrito de Prievidza, na região de Trenčín. Tem 9,3 km² de área e sua população em 2018 foi estimada em 257 habitantes.

## Demografia
| Ano:        | 1994 | 2004    | 2014    | 2024    |
| ----------- | ---- | ------- | ------- | ------- |
| Broj ljudi: | 209  | 232     | 258     | 224     |
| Razlika:    |      | +11,00% | +11,20% | -13,17% |

| Ano:               | 2023 | 2024   |
| ------------------ | ---- | ------ |
| Número de pessoas: | 226  | 224    |
| Diferença:         |      | -0,88% |